# Conus gradatus
Conus gradatus é uma espécie de gastrópode do gênero Conus, pertencente a família Conidae.